# 愛氏假鰓鱂
愛氏假鰓鱂，為輻鰭魚綱鯉齒目鰕鱂亞目鰕鱂科的其中一種，為熱帶淡水魚，分布於非洲坦尚尼亞東部魯菲吉河(Rufiji)下游、Ruhoi河、Ruvu河及Wami河暫時性水塘及沼澤流域，本魚體延長，體色以鮮紅色及藍色為主，但2種顏色的分布依不同地區族群而多變化，也有人工培育的顏色，體長可達5公分，棲息在底中層水域，生活習性不明，可作為觀賞魚。

## 擴展閱讀
維基物種上的相關：愛氏假鰓鱂
1. ↑  Nagy, B.; Watters, B. . The IUCN Red List of Threatened Species. 2019, 2019: e.T60328A47183480  [16 November 2021]. doi:10.2305/IUCN.UK.2019-3.RLTS.T60328A47183480.en .
2. ↑  Froese, R. & Pauly, D. (eds.) (2019). Nothobranchius eggersi. FishBase. Version 2019-04.